# 明義里 (臺北市)
明義里為台灣台北市文山區轄下一里，屬木柵次分區。里名中的明來自舊地名馬明潭，義為吉祥字。

## 沿革
1745年(清乾隆十年)本地由泉州移民張光經、高靈臣開闢，因於山崗由東向西的末段建立聚落，故本地名為下崙尾。
乾隆年間本地隸屬霧里薛內湖庄，至同治年間改為內湖庄所轄。
直至1895年，日治時期調整行政區劃，改制為台北縣文山堡內湖庄，1901年時劃入新設立的深坑廳，1920年改制為臺北州文山郡深坑庄內湖(大字)下崙尾(小字)。
戰後，中華民國調整行政區劃，本地改制為台北縣深坑鄉中興村，1965年由中興村分出建興村。至1968年(民國57年)木柵鄉併入台北市，由建興村改置建興、明興、明義三里。至1990年(民國79年)台北市行政區劃調整時，改為台北市文山區明義里至今。

## 里界
- 東至：木柵路二段204巷及明道國小與木柵里為界
- 西至：木柵路二段2巷及再興幼稚園與華興里為界
- 南至：以下崙路及國家研究院及興隆路四段109巷與樟林里及華興里、忠順里為界
- 北至：再興中學與興得里銜接沿興隆路四段、木柵路二段與明興里為界